# Петров, Фёдор Фёдорович
Фёдор Фёдорович Петро́в (1902 — 1978) — советский конструктор артиллерийского вооружения. Герой Социалистического Труда (5.01.1944). Лауреат Ленинской премии и четырёх Сталинских премий. Генерал-лейтенант инженерно-артиллерийской службы (18.01.1944). Доктор технических наук (1947), действительный член Академии Артиллерийских наук (1946).

## Биография
Родился 3 (16 марта) 1902 года в деревне Докторово (ныне — Новомосковский район, Тульская область) в семье кузнеца.
В 1919—1920 годах работал на железной дороге, был курсантом пехотной школы, затем снова работал в деревне, избирался в сельсовет.
С мая 1924 года служил в Красной Армии в 1-м полку связи Московского военного округа. С разрешения командира части вечерами учился на рабфаке, который окончил в 1927 году.
В 1927 году поступил в МВТУ имени Н. Э. Баумана. В 1930 году был переведён на военно-механический факультет Ленинградского машиностроительного института, (образованного на базе одноимённого факультета ЛПИ имени М. И. Калинина), который окончил в 1931 году. В этом же году начал работать на заводе № 172 в Мотовилихе (Пермь) сначала начальником технического бюро цеха, затем начальником сборочного участка, с 1934 года — старшим инженером-конструктором, с 1938 — начальником опытного конструкторского бюро, затем главным конструктором завода.
В 1936 году возглавил разработку 152-мм гаубицы МЛ-20, успешно прошедшей испытания в 1937 году и принятой к серийному производству, затем создал 122-мм корпусную пушку образца 1931—1937 годов, принятую к производству в 1939 году. Член ВКП(б) с 1942 года.
В марте 1937 года на заседании Совета Труда и Обороны в Кремле с участием И. В. Сталина и К. Е. Ворошилова и директоров и главных конструкторов ряда ведущих артиллерийских заводов Петров выступил с изложением своих конструкторских предложений по созданию новой массовой 122-мм дивизионной гаубицы. Получив поддержку высшего руководства, в 1938 году был назначен начальником опытного конструкторского бюро и во главе небольшого коллектива в короткие сроки разработал гаубицу М-30 — одно из лучших орудий этого калибра, состоявшее на вооружении артсоединений прорыва Резерва Главного Верховного Командования в годы Великой Отечественной войны.
Руководством страны было принято решение освоить производство новой гаубицы сразу на трех заводах — на Мотовилихе, Уралмашзаводе и заводе № 92, где М-30 подверглась острой, но далеко не всегда обоснованной критике В. Г. Грабина. Однако особенно неблагополучная обстановка сложилась на Уралмашзаводе. Для исправления создавшегося положения и оказания помощи на завод прибыла комиссия ЦК ВКП(б) вместе с руководителями ГАУ и НКВ. По результатам её работы было заменено руководство завода. Для укрепления кадров (старое малочисленное артиллерийское КБ завода в связи с серией неудачных работ почти распалось) и более оперативного решения вопросов при постановке на серийное производство М-30 в 1940 году на Уралмашзавод были переведены Ф. Ф. Петров, А. Н. Булашев, Н. Г. Кострулин.
С этого времени и до 1974 года жизнь Петрова была неразрывно связана с заводом № 9 и с КБ, которое, несмотря на свою малочисленность, в годы Великой Отечественной войны разработало под его руководством восемь принятых на вооружение артиллерийских систем: 152-мм гаубицу Д-1, 85-мм, 100-мм и 122-мм орудия для самоходных пушек, 122-мм и 152-мм самоходные гаубицы, 85-мм пушку Д-5Т для танков Т-34 и ИС-1 и 122-мм пушку Д-25Т для танков ИС-2 и ИС-3.
В 1942 году он был назначен главным конструктором артиллерийского завода. В конце 1942 года в короткий срок создал вместе с конструктором танков Ж. Я. Котиным самоходно-артиллерийскую установку СУ-122. В 1943 году разработал 152-мм гаубицу образца 1943 г., затем мощные 85, 100, 122-мм пушки для перевооружения танков ИС и Т-34, самоходных установок СУ-85, СУ-100 и СУ-122.
Петров был одним из первых создателей боевых тактических ракет. Он был главным конструктором созданной в 1958 году управляемой тактической ракеты Д-200 (с пороховым двигателем) комплекса 3М1 «Онега». Ракета содержала много технических новинок, в частности, оригинальную систему управления, которая впервые в мире использовала цифровую технику. В последующем наработки по данной ракете были использованы при создании метеорологической ракеты МР-12.
В 1974 году Петров переехал в Москву, где продолжал работать в Министерстве оборонной промышленности СССР. С 1975 года — в отставке.
Был депутатом ВC СССР 2-го (1946—1950) и 4-го (1954—1958) созывов.
Умер 19 августа 1978 года. Похоронен в Москве на Новодевичьем кладбище (участок № 7; авторы памятника скульптор Б. В. Едунов и архитектор С. И. Кучанов).

## Разработки
Широкая унификация и высокая технологичность основных агрегатов, характерные для орудий Ф. Ф. Петрова, позволили в кратчайшие сроки организовать их массовое производство и обеспечить фронт оружием Победы, намного превосходящим аналогичное вооружение всех воевавших армий других государств.
В предвоенные годы и в годы Великой Отечественной войны под его руководством созданы:
- 152-мм гаубица-пушка образца 1937
- 122-мм пушка образца 1931/37
- 122-мм гаубица образца 1938
- 107-мм пушка образца 1940
- 152-мм гаубица образца 1943
- самоходные артиллерийские установки: 85-мм, 122-мм, 152 мм образца 1943; 100-мм и 122-мм образца 1944
- танковые пушки 85-мм, 100-мм и 122-мм

В послевоенный период под его руководством разработаны:
- 57-мм самодвижущаяся пушка
- 85-мм буксируемая пушка
- 85-мм противотанковая пушка
- 100-мм танковая пушка
- 122-мм гаубица на трёхстанинном лафете с круговым обстрелом
- 152-мм пушка-гаубица

До 1974 года были созданы буксируемые пушки различного класса: Д-44, Д-48, СД-44, СД-57, Д-74, пушка-гаубица Д-20, гаубица Д-30 (2А18). Были разработаны орудия 2А31, 2А33 для самоходных гаубиц 2С1, 2С3. Большинство принимаемых на вооружение отечественных танков оснащались 76, 100 и 125-мм пушками разработки ОКБ-9. По своим тактико-техническим данным, надежности и живучести, простоте устройства и удобству эксплуатации все эти орудия отвечали требованиям времени и превосходили зарубежные аналоги.

## Награды и премии
- Герой Социалистического Труда (5 января 1944) — за выдающиеся заслуги в деле конструирования новых видов полевой, танковой и самоходной артиллерии, принятых на вооружение Красной Армии[5][6]
- Орден Ленина (5 января 1944) — за выдающиеся заслуги в деле конструирования новых видов полевой, танковой и самоходной артиллерии, принятых на вооружение Красной Армии

- Орден Ленина (7 февраля 1939)
- Орден Ленина (28 июля 1966)
- орден Октябрьской Революции (21 марта 1972)
- орден Кутузова I степени (16 сентября 1945)
- орден Суворова II степени (18 ноября 1944)[9]
- орден Отечественной войны I степени (21 июня 1945)
- орден Трудового Красного Знамени (27 марта 1952)
- Медаль «За боевые заслуги» (31 января 1958)[10]
- Медаль «За трудовое отличие» (3 июня 1942)
- медали
- Ленинская премия (1967)
- Сталинская премия I степени (10 апреля 1942) — за разработку новых типов артиллерийского вооружения
- Сталинская премия I степени (1943) — за разработку нового вида артиллерийского вооружения
- Сталинская премия I степени (1946) — за создание новой мощной пушки для танков и артсамоходов и за создание новой полевой пушки
- Сталинская премия I степени (1946) — за разработку конструкции новой пушки

## Память
В городе Венёв Тульской области года ему установлен памятник (1985). Скульптор памятника Чуйков Александр Васильевич, сын маршала В.И. Чуйкова.

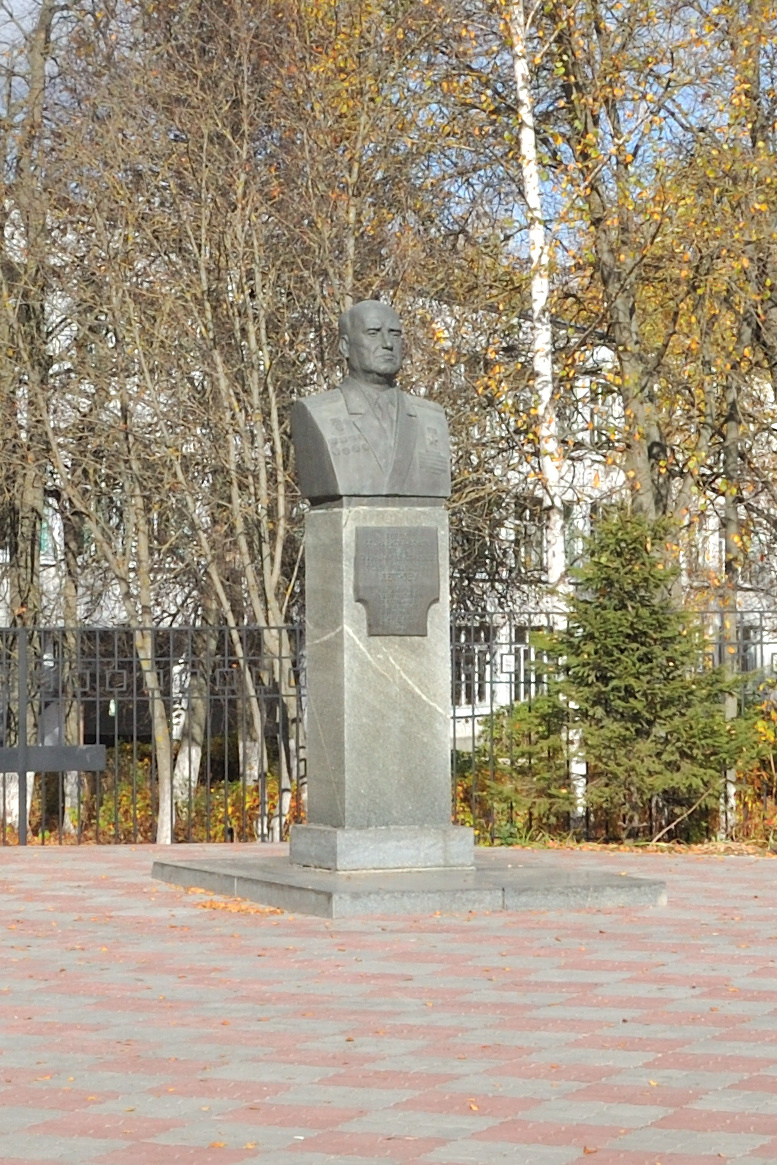
Памятник Ф. Ф. Петрову в Венёве

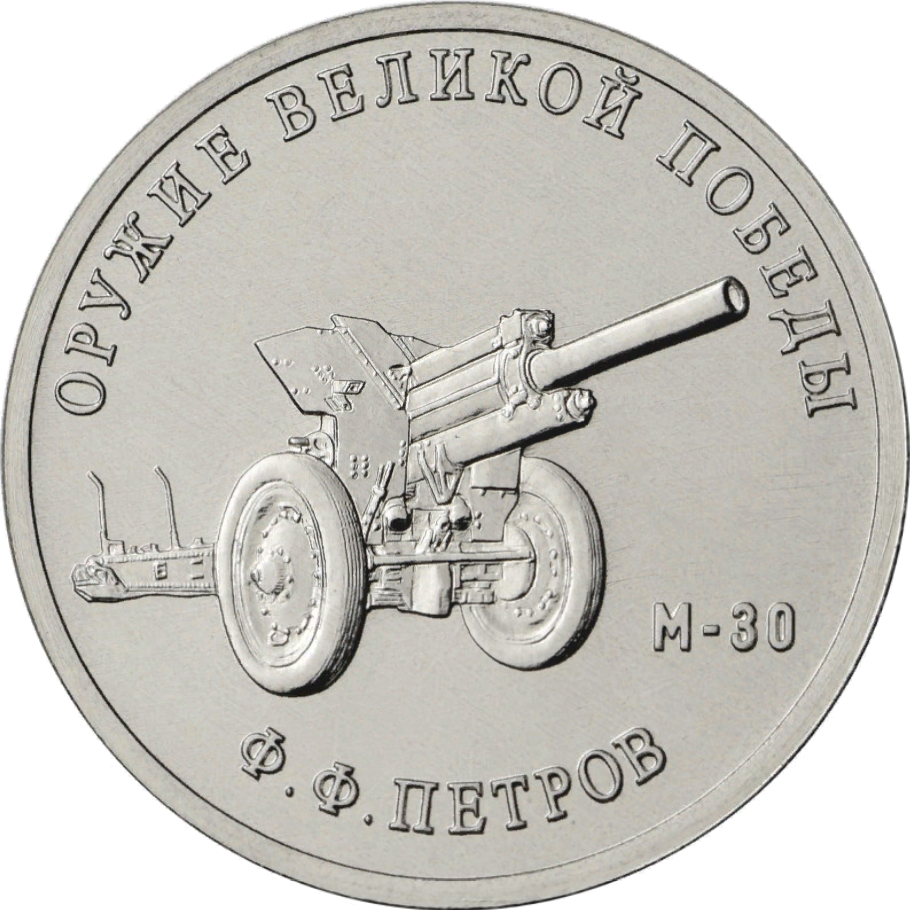
Конструктор Ф. Ф. Петров, гаубица М-30. Монета Банка России — серия: «Оружие Великой Победы (конструкторы оружия)», медно-никелевый сплав, 25 рублей, 2019 год